# Col Vermilion
Le col Vermilion est un col situé dans les montagnes Rocheuses canadiennes, traversant la ligne continentale de partage des eaux. Il est situé entre Boom Mountain (en) et Storm Mountain (en) à une altitude de 1 651 mètres. Il relie le parc national de Kootenay en Colombie-Britannique au parc national Banff en Alberta. Le col doit son nom aux sources d'oxyde de fer qui se trouvent le long de la rivière Vermilion, à quelques kilomètres au sud-ouest du col.